# لور گرند لاگوون (فلوریدا)
لور گرند لاگوون (به انگلیسی: Lower Grand Lagoon) یک منطقهٔ مسکونی در ایالات متحده آمریکا است که در شهرستان بی، فلوریدا واقع شده‌است. لور گرند لاگوون ۷٫۰ کیلومتر مربع مساحت و ۳٬۸۸۱ نفر جمعیت دارد و ۳ متر بالاتر از سطح دریا واقع شده‌است.